# Amílcar Herrera
Amílcar Oscar Herrera  (23 de octubre de 1920, 23 de septiembre de 1995) fue un geólogo argentino, referente de la corriente de Pensamiento Latinoamericano en Ciencia, Tecnología y Desarrollo (PLACTED).

## Biografía
Amílcar Herrera se recibió de geólogo en 1947 por la Facultad de Ciencias Exactas y Naturales (FCEyN) de la Universidad de Buenos Aires. Realizó su tesis doctoral en 1950 bajo la dirección de Horacio Harrington en los Yacimientos de Hierro de Sierra Grande, provincia de Río Negro. Entre 1950 y 1951 realizó estudios postdoctorales en la Colorado School of Mines, en Vail, Colorado, Estados Unidos. 
Se incorpora en la FCEyN en 1952 como el primer profesor de Geología Económica en Argentina, materia que recientemente se había integrado a la currícula de Geología. Es nombrado por concurso en 1957 Profesor Titular de esa asignatura. Su libro sobre “Los recursos minerales de América Latina” publicado por EUDEBA en 1965, marcó un punto de inflexión en sus trabajos de investigación posteriores. Luego de la Noche de los Bastones Largos renuncia a su cargo para exiliarse en Chile, donde enseñó en la Universidad de Chile en Santiago. En 1971 es dejado cesante nuevamente por sus ideas progresistas y retorna a la Argentina para trabajar e investigar en la Fundación Bariloche. El golpe militar de 1976 lo lleva nuevamente al exilio a la Universidad de Essex, en Inglaterra. Su exilio final lo pasa en la Universidad de Campinas, São Paulo, donde funda el Instituto de Geociencias, en el que realizó importantes contribuciones intelectuales y de gestión académica.
La obra de Amílcar Herrera es conocida en ámbitos especializados de la Argentina y el exterior. Sus contribuciones al pensamiento sobre política científica y tecnológica en América Latina fueron fundacionales y se mantienen aún vigentes. El Modelo Mundial Latinoamericano, proyecto que dirigiera en la Fundación Bariloche, constituyó también un aporte de primera magnitud en el debate planteado entre los principales "modelos mundiales" que se produjeron a lo largo de dos décadas. El libro que resultó de dicho proyecto, Ciencia y política en América Latina fue editado en Canadá, Francia, Alemania, Japón y Suecia. La obra fue reeditada en 2015 dentro de una colección de la Biblioteca Nacional de la República Argentina.

## Pensamiento
En su obra de 1973, Los determinantes sociales de la política científica en América Latina, Amílcar Herrera analiza las dificultades de las políticas de ciencia y tecnología en la región. Encuentra en ellas una desconexión entre lo que denomina una política científica explícita y una política científica implícita. La primera se refiere a las leyes, reglamentos y estatutos que definen los lineamientos de la política científica. La segunda, más concretamente, se refiere al papel real que cumple la ciencia en la sociedad, en el marco de un "proyecto nacional". 
En la mayoría de los países de América Latina los proyectos nacionales vigentes tienen su origen en el período inmediato poscolonial (aunque heredado en gran parte de la colonia). Es el momento en que se consolida la inserción de esos países en el sistema internacional, como economías periféricas dependientes, exportadoras de materias primas e importadoras de bienes manufacturados provenientes de las grandes metrópolis industriales. La articulación y estabilidad de esos proyectos se apoyan básicamente en la alianza entre sus principales beneficiarios locales -las oligarquías de terratenientes, exportadores e importadores, que han tenido siempre directa o indirectamente el poder económico y político de la región- y  los centros de poder mundial. [...] Finalmente, estos proyectos nacionales -basados en el cultivo extensivo de la tierra, en la explotación de las principales fuentes de materias primas por grandes empresas extranjeras y en una industrialización muy primaria para producir algunos bienes básicos de consume- no tienen casi demanda de ciencia y tecnología locales, salvo como lujo cultural, o en aspectos que se relacionan sobre todo con tareas de "mantenimiento": medicina, ingeniería en el sentido profesional, etcétera.
Herrera considera que en América Latina la mayor parte de la investigación científica guarda poca relación con los problemas básicos de la región y existe escasa interacción entre los subsistemas del aparato de producción científico-tecnológico. El atraso científico de estos países no es consecuencia de una falta de recursos o problemas institucionales (aunque pudieran existir), sino fundamentalmente de una estructura económica y social atrasada, que no demanda demasiado desarrollo científico y tecnológico.
Al no observarse claramente los beneficios del desarrollo científico en la sociedad, la política científica es considerada como una mera "fachada, principalmente formal y declarativa" o como un "lujo cultural" de sectores eruditos. Herrera concluye que la política científica encuentra su potencial en cuanto elemento dinamizador de procesos de transformación productiva y social.

## Obras seleccionadas
- Los recursos minerales de América Latina. EUDEBA, 1965.
- Notas sobre la Ciencia y la Tecnología en el Desarrollo de las Sociedades Latinoamericanas. Revista de Estudios Internacionales, Universidad de Chile, año 2, No. 1, Santiago, 1968.[6]
- Ciencia y política en América Latina. Siglo Veintiuno, 1971.[7]
- Los determinantes sociales de la política científica en América Latina. Política científica explícita y política científica implícita. Desarrollo económico. Revista de Ciencias Sociales, N° 49, vol, 13, abril-junio, 1973.[8]